# CARIFTA Games 1977
Die 6. CARIFTA Games fanden vom 25. bis zum 26. April 1976 in der barbadischen Hauptstadt Bridgetown statt, das damit zum zweiten Mal nach 1972 Austragungsort der Spiele war. Teilnahmeberechtigt waren alle Staaten, die Teil der Caribbean Free Trade Association (CARIFTA) sind. Es wurden zur Wettbewerbe in der U20- und in der U17-Altersklasse ausgetragen.

## Männer U20

### 100 m
| Platz | Athlet          | Land | Zeit (s) |
| ----- | --------------- | ---- | -------- |
| 1     | Hermann Panzo   | MTQ  | 10,68    |
| 2     | Gregory Simons  | BER  | 10,69    |
| 3     | Delroy Morrison | JAM  | 10,77    |
| 4     | Mitchum Burris  | JAM  | 10,92    |
| 5     | M. Garaphie     | GLP  | 10,95    |

### 200 m
| Platz | Athlet          | Land | Zeit (s) |
| ----- | --------------- | ---- | -------- |
| 1     | Gregory Simons  | BER  | 21,10    |
| 2     | Vaughn Harvey   | BER  | 21,24    |
| 3     | Delroy Morrison | JAM  | 21,27    |
| 4     | M. Garaphie     | GLP  | 21,60    |

### 400 m
| Platz | Athlet            | Land | Zeit (s) |
| ----- | ----------------- | ---- | -------- |
| 1     | Clyde Edwards     | BAR  | 47,68    |
| 2     | Oliver Heywood    | JAM  | 48,13    |
| 3     | Vaughn Harvey     | BER  | 48,31    |
| 4     | Anthony Stapleton | JAM  | 49,16    |
| 5     | Gregory Simons    | BER  | 49,55    |

### 800 m
| Platz | Athlet           | Land | Zeit (min) |
| ----- | ---------------- | ---- | ---------- |
| 1     | Ronald Forde     | BAR  | 1:54,82    |
| 2     | Anthony Williams | BHS  | 1:54,91    |
| 3     | Leroy Robinson   | JAM  | 1:55,58    |
| 4     | Michael Watson   | BER  | 1:55,59    |
| 5     | Owen Hamilton    | JAM  | 1:55,67    |

### 1500 m
| Platz | Athlet           | Land | Zeit (min) |
| ----- | ---------------- | ---- | ---------- |
| 1     | Michael Watson   | BAR  | 4:04,30    |
| 2     | Ronald Forde     | BAR  | 4:05,69    |
| 3     | Errol Weston     | TTO  | 4:10,60    |
| 4     | Anthony Williams | BHS  | 4:17,18    |

### 3000 m
| Platz | Athlet         | Land | Zeit (min) |
| ----- | -------------- | ---- | ---------- |
| 1     | Michael Watson | BAR  | 8:54,38    |
| 2     | Errol Weston   | TTO  | 9:00,42    |
| 3     | Tyrone James   | VIN  | 9:23,03    |

### 110 m Hürden
| Platz | Athlet          | Land | Zeit (s) |
| ----- | --------------- | ---- | -------- |
| 1     | Karl Smith      | JAM  | 14,45    |
| 2     | Jocelyn Wynter  | JAM  | 14,63    |
| 3     | William Gittens | BRB  | 15,08    |
| 4     | Gary Bullard    | BHS  | 15,26    |

### 400 m Hürden
| Platz | Athlet             | Land | Zeit (s) |
| ----- | ------------------ | ---- | -------- |
| 1     | Jocelyn Wynter     | JAM  | 55,20    |
| 2     | Paul Wynter        | JAM  | 55,45    |
| 3     | Frank Baptiste     | BRB  | 55,54    |
| 4     | Michael Armbrister | BHS  | 56,20    |

### 4 × 100 m Staffel
| Platz | Land                     | Athleten                                                 | Zeit (s) |
| ----- | ------------------------ | -------------------------------------------------------- | -------- |
| 1     | Jamaika                  | Delroy Morrison Karl Smith Mitchum Burris Oliver Heywood | 41,40    |
| 2     | Barbados                 |                                                          | 42,32    |
| 3     | Bahamas                  |                                                          | 43,65    |
| 4     | Britische Jungferninseln |                                                          | 44,53    |

### 4 × 400 m Staffel
| Platz | Land                | Athleten                                                | Zeit (s) |
| ----- | ------------------- | ------------------------------------------------------- | -------- |
| 1     | Jamaika             | Paul Wynter Ian Stapleton Oliver Heywood Mitchum Burris | 3:14,37  |
| 2     | Bahamas             |                                                         | 3:16,55  |
| 3     | Trinidad und Tobago |                                                         | 3:18,13  |

### Hochsprung
| Platz | Athlet            | Land | Höhe (m) |
| ----- | ----------------- | ---- | -------- |
| 1     | Bryan Wilson      | JAM  | 1,98     |
| 2     | Desmond Morris    | JAM  | 1,98     |
| 3     | Mortimer Stirling | BER  | 1,94     |
| 4     | Laird McLean      | TTO  | 1,94     |

### Stabhochsprung
| Platz | Athlet              | Land | Höhe (m) |
| ----- | ------------------- | ---- | -------- |
| 1     | Andrew Christian    | ATG  | 3,51     |
| 2     | Ricardo Lightbourne | BHS  | 3,25     |
| 3     | Herbert Oembler     | BHS  | 3,25     |
| 4     | D. da Costa         | SKN  | 3,05     |

### Weitsprung
| Platz | Athlet      | Land | Weite (m) |
| ----- | ----------- | ---- | --------- |
| 1     | Steve Hanna | BHS  | 7,35      |
| 2     | Ken Brimmer | BER  | 7,13      |
| 3     | J. Graham   | BRB  | 7,13      |

### Dreisprung
| Platz | Athlet        | Land | Weite (m) |
| ----- | ------------- | ---- | --------- |
| 1     | Steve Hanna   | BHS  | 15,41     |
| 2     | Ken Brimmer   | BER  | 14,87     |
| 3     | Alfred Browne | ATG  | 14,44     |

### Kugelstoßen (5,5 kg)
| Platz | Athlet             | Land | Weite (m) |
| ----- | ------------------ | ---- | --------- |
| 1     | Tex Innerarity     | JAM  | 15,36     |
| 2     | Edward Constantine | JAM  | 15,04     |
| 3     | Hugh Downes        | BRB  | 14,08     |
| 4     | Alvin Edgecombe    | BHS  | 13,96     |

### Diskuswurf (1,5 kg)
| Platz | Athlet            | Land | Weite (m) |
| ----- | ----------------- | ---- | --------- |
| 1     | Stanley Goodridge | JAM  | 49,08     |
| 2     | Alvin Edgecombe   | BHS  | 44,94     |
| 3     | Tex Innerarity    | JAM  | 44,62     |
| 4     | Byron Alleyne     | TTO  | 43,76     |

### Speerwurf
| Platz | Athlet        | Land | Weite (m) |
| ----- | ------------- | ---- | --------- |
| 1     | Hugh Downes   | BRB  | 58,34     |
| 2     | Godfrey Hinds | BRB  | 56,08     |
| 3     | Stokeley Dean | TTO  | 54,48     |
| 4     | P. Lecurieux  | MTQ  | 52,88     |

## Frauen U20

### 100 m
| Platz | Athletin           | Land | Zeit (s) |
| ----- | ------------------ | ---- | -------- |
| 1     | Debbie Jones       | BER  | 11,77    |
| 2     | Maureen Gottschalk | JAM  | 11,87    |
| 3     | Doreen Small       | JAM  | 12,13    |
| 4     | Esther Hope        | TTO  | 12,15    |
| 5     | Raymonde Naigré    | GLP  | 12,25    |

### 200 m
| Platz | Athletin           | Land | Zeit (s) |
| ----- | ------------------ | ---- | -------- |
| 1     | Debbie Jones       | BER  | 23,49    |
| 2     | Maureen Gottschalk | JAM  | 23,50    |
| 3     | Raymonde Naigre    | GLP  | 24,50    |
| 4     | M. Branch          | ISV  | 24,75    |

### 400 m
| Platz | Athletin         | Land | Zeit (s) |
| ----- | ---------------- | ---- | -------- |
| 1     | Jacqueline Pusey | JAM  | 54,00 CR |
| 2     | Debbie Jones     | BER  | 55,4     |
| 3     | Verone Webber    | JAM  | 56,63    |
| 4     | Sharon Gooding   | BRB  | 58,30    |
| 5     | B. Thompson      | BHS  | 58,32    |

### 800 m
| Platz | Athletin        | Land | Zeit (min) |
| ----- | --------------- | ---- | ---------- |
| 1     | Reva Knight     | JAM  | 2:16,07    |
| 2     | Jennifer Gibson | BRB  | 2:18,86    |
| 3     | Waveney Benn    | GUY  | 2:19,95    |
| 4     | Jennifer Brown  | JAM  | 2:19,96    |

### 1500 m
| Platz | Athletin        | Land | Zeit (min) |
| ----- | --------------- | ---- | ---------- |
| 1     | Jennifer Gibson | BRB  | 4:49,56    |
| 2     | Jennifer Brown  | JAM  | 2:18,86    |
| 3     | Lavonne Roberts | BRB  | 4:52,82    |
| 4     | Reva Knight     | JAM  | 4:52,91    |

### 100 m Hürden
| Platz | Athletin        | Land | Zeit (s) |
| ----- | --------------- | ---- | -------- |
| 1     | Ann Adams       | TTO  | 14,15    |
| 2     | Uris Gooding    | BRB  | 14,60    |
| 3     | Sharon Moffat   | JAM  | 14,64    |
| 4     | Lorlee Giscombe | JAM  | 14,81    |

### 4 × 100 m Staffel
| Platz | Land                | Athletinnen                                                   | Zeit (s) |
| ----- | ------------------- | ------------------------------------------------------------- | -------- |
| 1     | Jamaika             | Maureen Gottschalk Normalee Murray Verone Webber Doreen Small | 46,44    |
| 2     | Trinidad und Tobago |                                                               | 46,70    |
| 3     | Bermuda             |                                                               | 46,90    |
| 4     | Bahamas             |                                                               | 47,68    |

### 4 × 400 m Staffel
| Platz | Land                | Athletinnen                                                    | Zeit (min) |
| ----- | ------------------- | -------------------------------------------------------------- | ---------- |
| 1     | Jamaika             | Fredericka Wright Reva Knight Verone Webber Maureen Gottschalk | 3:46,33    |
| 2     | Trinidad und Tobago |                                                                | 3:50,51    |
| 3     | Barbados            |                                                                | 3:54,35    |

### Hochsprung
| Platz | Athletin         | Land | Höhe (m) |
| ----- | ---------------- | ---- | -------- |
| 1     | Jacqueline Angus | JAM  | 1,68     |
| 2     | Monica Johnson   | BER  | 1,64     |
| 3     | Marie Gill       | BRB  | 1,64     |

### Weitsprung
| Platz | Athletin          | Land | Weite (m) |
| ----- | ----------------- | ---- | --------- |
| 1     | Sharol Henry      | JAM  | 5,90      |
| 2     | Jennifer Swanston | BRB  | 5,77      |
| 3     | Jennifer Inniss   | GUY  | 5,50      |
| 4     | Elaine Roach      | BHS  | 5,46      |

### Kugelstoßen
| Platz | Athletin         | Land | Weite (m) |
| ----- | ---------------- | ---- | --------- |
| 1     | Lucy Russell     | BHS  | 12,04     |
| 2     | Sonia Smith      | BER  | 11,57     |
| 3     | Christiane Mamie | GLP  | 11,38     |
| 4     | Florence Sharpe  | BER  | 11,17     |

### Diskuswurf
| Platz | Athletin        | Land | Weite (m) |
| ----- | --------------- | ---- | --------- |
| 1     | Beryl Bethel    | BHS  | 40,24     |
| 2     | Florence Sharpe | BER  | 34,76     |
| 3     | Rosemary Grant  | BHS  | 33,28     |
| 4     | Grace Jackson   | TTO  | 32,88     |

### Speerwurf
| Platz | Athletin         | Land | Weite (m) |
| ----- | ---------------- | ---- | --------- |
| 1     | Sonia Smith      | BER  | 39,84     |
| 2     | Jessica Nicholls | BAR  | 37,66     |
| 3     | Jennifer Forde   | BAR  | 35,16     |

## Männer U17

### 100 m
| Platz | Athlet           | Land | Zeit (s) |
| ----- | ---------------- | ---- | -------- |
| 1     | Pierre-Léon Agat | MTQ  | 11,12    |
| 2     | Alex Rémir       | MTQ  | 11,32    |
| 3     | V. Lewis         | GUY  | 11,39    |

### 200 m
| Platz | Athlet           | Land | Zeit (s) |
| ----- | ---------------- | ---- | -------- |
| 1     | Richard Lee      | JAM  | 21,96    |
| 2     | Wainsworth Small | JAM  | 22,02    |
| 3     | Alex Cox         | MTQ  | 22,02    |
| 4     | G. Ifill         | BHS  | 22,41    |

### 400 m
| Platz | Athlet           | Land | Zeit (s) |
| ----- | ---------------- | ---- | -------- |
| 1     | V. Lewis         | GUY  | 50,1     |
| 2     | Lonsdale Demming | TTO  | 50,4     |
| 3     | David Frank      | SKN  | 50,6     |

### Weitsprung
| Platz | Athlet         | Land | Weite (m) |
| ----- | -------------- | ---- | --------- |
| 1     | Desmond Morris | JAM  | 6,81      |
| 2     | G. Braithwaite | BRB  | 6,52      |
| 3     | S. Batet       | MTQ  | 6,46      |
| 4     | Brunell Swan   | BER  | 6,44      |

### Dreisprung
| Platz | Athlet          | Land | Weite (m) |
| ----- | --------------- | ---- | --------- |
| 1     | Norbert Elliott | BHS  | 14,10     |
| 2     | G. Braithwaite  | BRB  | 13,44     |
| 3     | E. Lockhart     | BHS  | 13,15     |
| 4     | P. Rochester    | BAR  | 12,95     |

## Frauen U17

### 100 m
| Platz | Athletin        | Land | Zeit (s) |
| ----- | --------------- | ---- | -------- |
| 1     | Monica Brown    | JAM  | 12,31    |
| 2     | Donna Burgess   | BER  | 12,43    |
| 3     | Rebecca Roberts | TTO  | 12,44    |
| 4     | Sonia Clarke    | BAR  | 12,45    |
| 5     | Oralee Fowler   | BHS  | 12,46    |

### 200 m
| Platz | Athletin        | Land | Zeit (s) |
| ----- | --------------- | ---- | -------- |
| 1     | Oralee Fowler   | BHS  | 24,32    |
| 2     | Donna Burgess   | BMU  | 24,60    |
| 3     | Donna Listrop   | TTO  | 24,68    |
| 4     | Sonia Clarke    | BAR  | 24,75    |
| 5     | Rebecca Roberts | TTO  | 24,78    |

### 400 m
| Platz | Athletin          | Land | Zeit (s) |
| ----- | ----------------- | ---- | -------- |
| 1     | Fredericka Wright | JAM  | 56,57    |
| 2     | Yvonne Joseph     | TTO  | 56,59    |
| 3     | Yvette Joseph     | TTO  | 56,70    |
| 4     | Monique Millar    | BHS  | 57,48    |

### Weitsprung
| Platz | Athletin       | Land | Weite (m) |
| ----- | -------------- | ---- | --------- |
| 1     | Sharol Henry   | JAM  | 5,91      |
| 2     | Sonia Clarke   | BAR  | 5,44      |
| 3     | Fran Gané      | GLP  | 5,39      |
| 4     | Pamela Alleyne | BAR  | 5,24      |

## Medaillenspiegel
| Platz | Land                           |    |    |   |    |
| ----- | ------------------------------ | -- | -- | - | -- |
| 1     | Jamaika                        | 18 | 9  | 7 | 34 |
| 2     | Bermuda                        | 6  | 11 | 3 | 20 |
| 3     | Bahamas                        | 6  | 4  | 4 | 14 |
| 4     | Barbados                       | 4  | 9  | 8 | 21 |
| 5     | Martinique                     | 2  | 1  | 2 | 5  |
| 6     | Trinidad und Tobago            | 1  | 5  | 6 | 12 |
| 7     | Guyana                         | 1  | 0  | 3 | 4  |
| 8     | Antigua und Barbuda            | 1  | 0  | 1 | 2  |
| 9     | Guadeloupe                     | 0  | 0  | 3 | 3  |
| 10    | St. Kitts und Nevis            | 0  | 0  | 1 | 4  |
| 10    | St. Vincent und die Grenadinen | 0  | 0  | 1 | 4  |